# Paul-Louis Leroux
Pour les articles homonymes, voir Leroux.
Paul-Louis Leroux, né le 29 juin 1819 à Saint-Quentin et mort le 4 février 1874 à Alger, est un acteur français. 

## Biographie
Paul-Louis Leroux est le fils de Claude-François Leroux, aubergiste du Lion d'or, rue d'Isle à Saint-Quentin, et de Rose-Pélagie Dollé. Son père est natif de Amigny-Rouy, sa mère de Saint-Quentin, où son grand-père maternel était aubergiste. Il épouse Althée-Maria Fassio le 12 novembre 1849 à Paris. 
Son père le destinait à la prêtrise ou la pharmacie, mais Paul-Louis Leroux avait fait son choix : le théâtre. Son père céda, de sorte qu'il entra au conservatoire en 1839. Il obtient le premier prix en 1840 et fut engagé à la Comédie-Française en 1841. Sa création d'Octave dans L'Homme de bien d'Émile Augier (15 novembre 1845) lui vaut le titre de sociétaire le 1er avril 1846. Bel homme, très distingué, il montra son talent dans les rôles de jeune premier et des rôles de genre. Il marchait de succès en succès lorsque, vers 1865, les défaillances de sa mémoire devenaient de plus en plus fréquentes. Il vécut la guerre franco-allemande de 1870 à Paris, avec ses fils, Maurice, garde mobile, et Georges, docteur en médecine, qui était aux ambulances. Il fut nommé doyen en 1871. 
Il voulut reparaître sur la scène dans le rôle du comte Almaviva du Mariage du Figaro. Cette rentrée eut lieu le 22 juin 1873, mais ce fut un désastre et une décision ministérielle le mit d'office à la retraite le 1er septembre 1873.
Il partit pour Alger où il se chargea de la direction du théâtre de cette ville, mais il y tomba malade et mourut. Il est inhumé à Paris au cimetière de Montmartre, dans une chapelle de la 30e division, avec son épouse et ses enfants, avenue de la Croix, à gauche de la tombe de Mitty Goldin de l'ABC (music-hall).
Charles Ménétrier et Edmond-Denis De Manne ont dressé la liste de tous les rôles qu'il créa à la Comédie-Française dans leur ouvrage Galerie historique de la Comédie Française pour servir de complément à La troupe de Talma. 
Son portrait, ainsi que ceux de vingt-deux sociétaires de la Comédie-Française, est reproduit dans Le Monde illustré.

## Théâtre

### Carrière à laComédie-Française
- Entrée  en 1841 ;
- nommé 265e sociétaire en 1846 ;
- départ en 1873 ;
- doyen de 1871 à 1873.

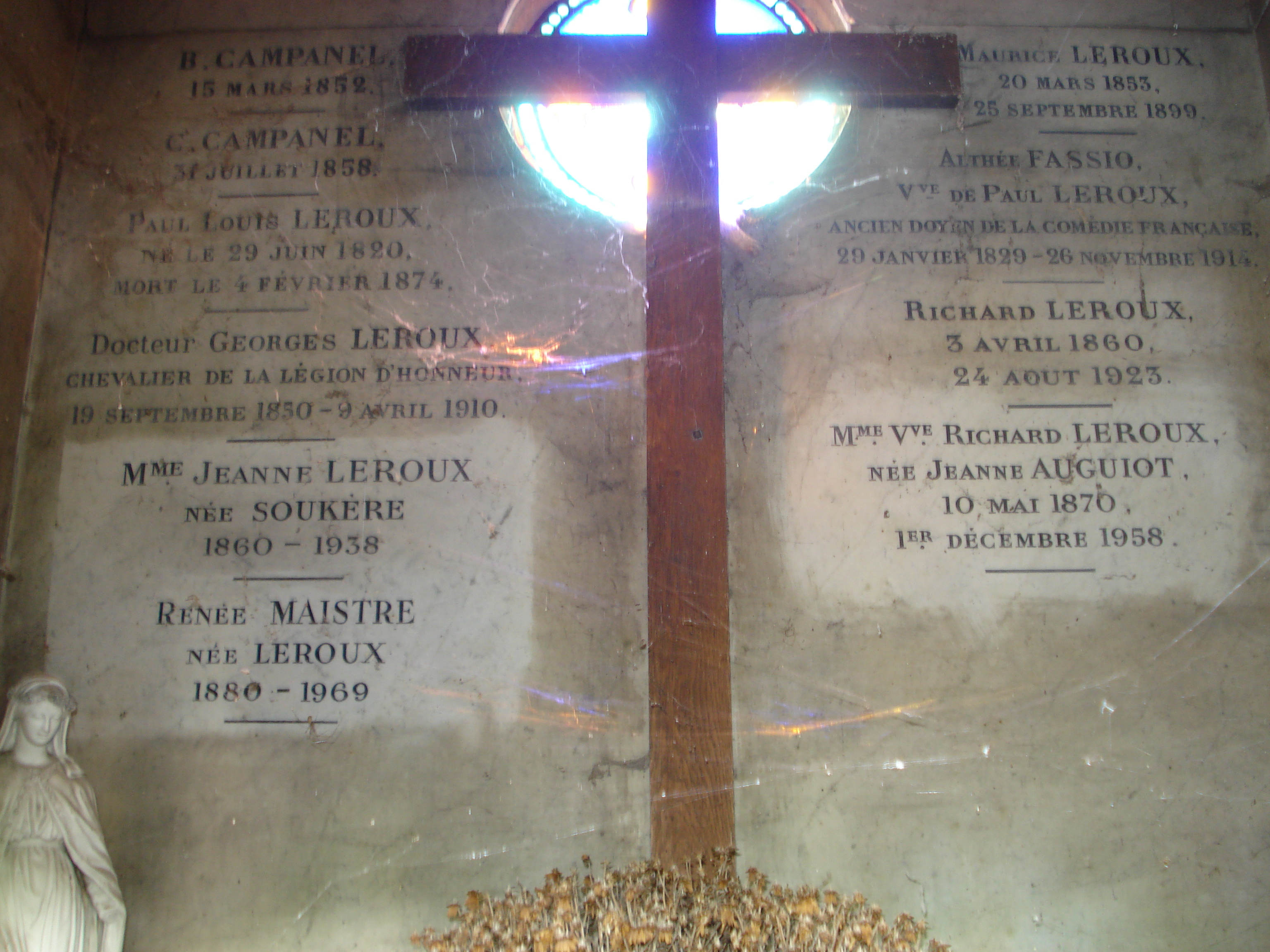
Caveau de Paul-Louis Leroux au cimetière de Montmartre à Paris.

(source : Base documentaire La Grange sur le site de la Comédie-Française)
- 1841 : Tartuffe de Molière : Valère
- 1842 : Monsieur de Maugaillard de Joseph-Bernard Rosier et Auguste Arnould : Léon
- 1842 : Lorenzino d'Alexandre Dumas : Matheo
- 1842 : Le Misanthrope de Molière : Acaste
- 1842 : Les Plaideurs de Jean Racine : Léandre
- 1842 : Le Portrait vivant de Mélesville et Léon Laya : le baron de Dampierre
- 1843 : Le Barbier de Séville de Beaumarchais : L'Éveillé, puis  Almaviva
- 1843 : Les Burgraves de Victor Hugo : Kunz
- 1843 : Phèdre de Jean Racine : Hippolyte
- 1843 : Judith de Delphine Gay : Mindus
- 1843 : Les Deux ménages de Louis-Benoît Picard, Alexis-Jacques-Marie Vafflard et Fulgence de Bury : le commis
- 1843 : Ève de Léon Gozlan : Monbrun
- 1844 : Un ménage parisien de Jean-François-Alfred Bayard : premier danseur
- 1844 : Diégarias de Victor Séjour : Don Juan
- 1844 : Le Béarnais de Ferdinand Dugué : Caylus
- 1844 : La Femme de quarante ans de Hyacinthe-Adonis-Cléon Galoppe d'Onquaire : Nerval
- 1845 : Le Gendre d'un millionnaire de Charles-Henri Ladislas Laurençot et Hippolyte-Jules Demolière : Duvernay
- 1845 : Madame de Lucenne d'Aglaé Conte : Édouard
- 1845 : La Tour de Babel de Pierre-Chaumont Liadières : Morton
- 1845 : Une confidence de Charles Potron : le chevalier
- 1845 : L'Enseignement mutuel de Charles-Louis-François Desnoyer : Gustave
- 1845 : Un homme de bien d'Émile Augier : Octave
- 1846 : Jean de Bourgogne de Cléon Galoppe d'Onquaire et Pitre-Chevalier : Louis
- 1846 : La Chasse aux fripons de Camille Doucet : Saint-Laurent
- 1846 : Une nuit au Louvre d'Émile-Louis Vanderburch : Henri de Navarre
- 1847 : Dom Juan ou le Festin de pierre de Molière : Don Alonse, puis Dom Juan
- 1847 : Un coup de lansquenet de Léon Laya : Edgard
- 1847 : Notre fille est princesse de Léon Gozlan : Octave
- 1847 : Les Aristocraties d'Étienne Arago : Larreuil
- 1847 : Un château de cartes de Jean-François-Alfred Bayard : Charles
- 1848 : Le roi attend de George Sand : Brécourt
- 1848 : Les Frais de la guerre de Léon Guillard : Gaston
- 1848 : Blaise Pascal de Costa : le marquis
- 1848 : La Vieillesse de Richelieu d'Octave Feuillet et Paul Bocage : Fronsac
- 1849 : Bon gré mal gré de Jules Barbier : le comte
- 1849 : La Paix à tout prix d'Ernest Serret : Arthur
- 1849 : Adrienne Lecouvreur d'Eugène Scribe et Ernest Legouvé : l'abbé de Chazeuil
- 1849 : La Ligue des amants d'Alfred Langlois des Essarts : Anibal
- 1850 : Trois entr'actes pour l'Amour médecin d'Alexandre Dumas : le chevalier
- 1850 : Charlotte Corday de François Ponsard : Barbaroux
- 1850 : La Queue du chien d'Alcibiade de Léon Gozlan : Charles Duverger
- 1850 : Une discrétion d'Édouard Plouvier : George
- 1850 : Le Mariage de Figaro de Beaumarchais : Almaviva
- 1850 : Un mariage sous la Régence de Léon Guillard : Defourquevaux
- 1850 : Les Amoureux sans le savoir de Jules Barbier et Michel Carré : Fenice
- 1858 : Le Retour du mari de Mario Uchard : Gontran
- 1861 : Les Femmes savantes de Molière : Clitandre
- 1862 : Tartuffe de Molière : Tartuffe
- 1866 : Le Lion amoureux de François Ponsard : le général Hoche[5]